# Максим, Дада и Квинтилијан
Свети мученици Максим, Дада и Квинтилијан су хришћански светитељи. Пострадали су за време владавине цара Диоклецијана. Суђено им је од стране војводе Тарквинија. Он их је и и мучио. После тамновања и мучења посечени су мачем.
Српска православна црква слави их 28. априла по црквеном, а 11. маја по грегоријанском календару.